# Soldier, Kansas
Soldier là một thành phố thuộc quận Jackson, tiểu bang Kansas, Hoa Kỳ. Năm 2010, dân số của xã này là 136 người.

## Dân số
Dân số các năm:
- Năm 2000: 122 người
- Năm 2010: 136 người